# 刘仲侯
刘仲侯（1924年2月—2015年10月15日），曾用名刘培增，男，汉族，江苏无锡人，生于上海，中华人民共和国政治人物，曾任江西省革命委员会副主任，中华人民共和国教育部副部长。